# Al-Hariri

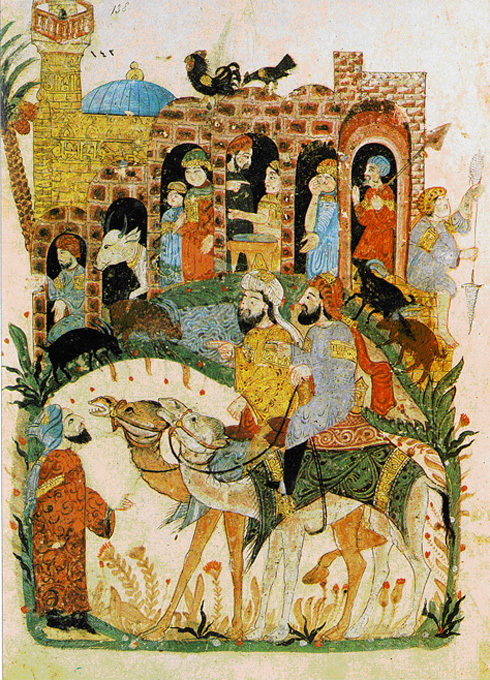
"Discussione vicino al villaggio" una miniatura che illustra la 43ª maqāma di una edizione del 1237 dell'opera di al-Harīrī, dipinta da Yaḥyā Maḥmūd ibn al-Wāsiṭī. Conservata nella Biblioteca nazionale di Francia, Parigi

Aḥmad al-Qāsim b. ʿAlī al-Ḥarīrī (nome completo al-Ḥarīrī, Abū Muḥammad Aḥmad al-Qāsim b. ʿAlī b. Muḥammad b. ʿUthmān al-Ḥarīrī, in arabo ﺍحمد القاسم بن علي بن محمد بن عثمان الحريري‎?), conosciuto anche come al-Ḥarīrī al-Baṣrī (Bassora, 1054 – Bassora, 1122) è stato un letterato, scrittore e filologo arabo-iracheno.

## Vita e opere
Con la sua opera più famosa, le Maqāmāt, scritta tra il 1101 e il 1108, contribuì a diffondere la moda di un nuovo genere letterario.
La maqāma infatti è un'opera di intrattenimento in prosa rimata, che consiste nella narrazione di aneddoti, che l'autore ammette essere opere di fantasia.
Il fondatore di questo genere letterario è il persiano al-Hamadhānī (ca. 968-1008), ma al-Ḥarīrī lo supererà ampiamente in qualità e fama.
Le sue Maqāmāt raccontano le avventure di Abū Zayd al-Sarūjī, astuto briccone che ritroviamo in ogni aneddoto (raccontato dal narratore fittizio al-Ḥārith ibn Ḥammām) sotto spoglie diverse, pronto a escogitare qualche nuovo imbroglio. Si tratta di storielle maliziose che ci danno un quadro del mondo arabo del tempo.
Originalmente un grammatico, al-Ḥarīrī studia attentamente ogni frase, con grande attenzione alle raffinatezze linguistiche e lessicali, e la sua prosa rimata raggiunge una perfezione tecnica unica. Grazie a questo la sua opera venne ben presto introdotta nei programmi scolastici.
La fama delle Maqāmāt fu immediata. L'opera venne tradotta in molte lingue, e vi furono parecchi tentativi di imitazione.
al-Ḥarīrī scrisse anche delle poesie, sempre con la stessa attenzione alla raffinatezza linguistica. Il suo diwan tuttavia non è giunto fino a noi.